# Prefettura di Al Fida-Mers Sultan
La prefettura di Al Fida-Mers Sultan è una prefettura d'arrondissement facente parte della prefettura di Casablanca, in Marocco.
Interamente nella città di Casablanca, comprende due arrondissement:
- Al Fida
- Mers Sultan